# Eleftherio-Kordelio
Eleftherio-Kordelio este un oraș în Grecia.